# Gerhard Ouckama Knoop
Gerhard Ouckama Knoop (geboren am 9. Juni 1861 in Bremen; gestorben am 7. September 1913 in Innsbruck) war ein deutscher Schriftsteller und Chemiker.

## Leben
Knoop stammte aus einer alteingesessenen Bremer Familie. Sein Vater Hermann August Knoop (1831–1877) war Kaufmann, seine Mutter Angelika, geb. Ouckama, stammte aus Holland. Nach Realschule und Gymnasium begann Knoop in Freiburg Jurisprudenz zu studieren, wechselte aber nach einem Semester zur Chemie über.
Nach dem Besuch der Polytechniken in Hannover und München und einer praktischen Ausbildung in Mülhausen arbeitete er ab 1885 als Chemiker in der Danilovschen Kattunmanufaktur in Moskau. Ab 1893 begann er zu schreiben, und 1897 erschien sein erster Roman Die Karburg. Ab 1911 lebte Knoop als freier Schriftsteller relativ zurückgezogen in München-Neuhausen. Er war gelegentlich Gast im Salon von Baron Alexander von Gleichen-Rußwurm und bei den Donnerstagen Karl Wolfskehls. Außerdem hatte er Kontakt zu Eduard von Keyserling, Rainer Maria Rilke, Ricarda Huch, Thomas Mann, Otto Julius Bierbaum und Frank Wedekind.
1895 hatte Knoop Gertrud Roth (1869–1967) geheiratet. Aus der Ehe stammten zwei Töchter, Lilinka und die jung verstorbene Tänzerin Wera Knoop (1900–1919), der Rilke die Sonette an Orpheus als ein „Grab-Mal“ gewidmet hat. Der Dichter Eugen Roth, Neffe von Knoops Ehefrau, verfasste 1969 ein kurzes Porträt von Wera. Knoop selbst starb mit 52 Jahren infolge einer Arsenkur, von der er sich die Heilung eines Herzleidens versprochen hatte. Seine Grabstätte befindet sich auf dem Münchner Waldfriedhof.
In seinem Werk zeigt sich Knoop in ironischer Distanz zu einer Gegenwart, der seine Protagonisten fremd bleiben. Sprachlich sich auf die großen Vorbilder des 19. Jahrhunderts berufend, neigt er zu romantischer Formlosigkeit, was sich bereits im Erstling Die Karburg mit der Auflösung ins Tagebuch zeigt und in den weiteren Werken fortsetzt: in Prinz Hamlets Briefe in der Auflösung in Briefe oder in den beiden Bänden von Die Grenzen im Zerfall in Notizen und Aphorismen.

## Werke
- Die Karburg. Fremde Erlebnisse, eigene Betrachtungen. Aus einem Tagebuche. München 1897.
- Die Dekadenten. Psychologischer Roman. München 1898, Digitalisat.
- Die Grenzen. 2 Bde. Leipzig. Bd. 1: Sebald Soekers Pilgerfahrt. 1903. Bd. 2: Sebald Soekers Vollendung. 1905.
- Die erlösende Wahrheit. Roman. München 1899.
- Das Element. Roman. Berlin 1901, Digitalisat.
- Outsider. Novelle. Dresden 1901.
- Hermann Osleb. Roman. Berlin 1904
- Nadeshda Bachini. Roman. Berlin 1906, Digitalisat.
- Der Gelüste Ketten. Novellen. Berlin 1907.
- Aus den Papieren des Freiherrn von Skarpl. Berlin 1909.
- Prinz Hamlets Briefe. Berlin 1909.
- Verfalltag. Roman. Berlin 1911, Digitalisat.
- Fünf Märchen. Wien 1911.
- Die Hochmögenden. Roman. Berlin 1912
- Unter König Max. Roman. Berlin 1913.
- Gedichte. Leipzig 1914.
- Das A und das O. München 1915.